# Bauhinia pes-caprae
Bauhinia pes-caprae är en ärtväxtart som beskrevs av Antonio José Cavanilles. Bauhinia pes-caprae ingår i släktet Bauhinia och familjen ärtväxter. Inga underarter finns listade i Catalogue of Life.